# Saint-Laurent (Cher)
Saint-Laurent ist eine französische Gemeinde mit 511 Einwohnern (Stand: 1. Januar 2022) im Département Cher in der Region Centre-Val de Loire. Sie gehört zum Arrondissement Bourges und zum Kanton Saint-Martin-d’Auxigny. Die Bewohner werden Laurentais und Laurentaises genannt.

## Geographie
Saint-Laurent liegt etwa 21 Kilometer nordöstlich von Bourges in der Sologne. Das Gemeindegebiet wird vom Fluss Barangeon durchquert, hier entspringt auch die Sange. Umgeben wird Saint-Laurent von den Nachbargemeinden Vouzeron im Norden, Allogny im Osten, Allouis im Südosten, Vignoux-sur-Barangeon im Süden, Vierzon im Westen sowie Orçay im Nordwesten.

## Bevölkerungsentwicklung
| Jahr                      | 1962 | 1968 | 1975 | 1982 | 1990 | 1999 | 2006 | 2013 | 2020 |
| Einwohner                 | 260  | 231  | 210  | 253  | 354  | 352  | 388  | 464  | 510  |
| Quelle: Cassini und INSEE |      |      |      |      |      |      |      |      |      |

## Sehenswürdigkeiten
- Kirche Saint-Laurent